# Tingshuset i Skellefteå

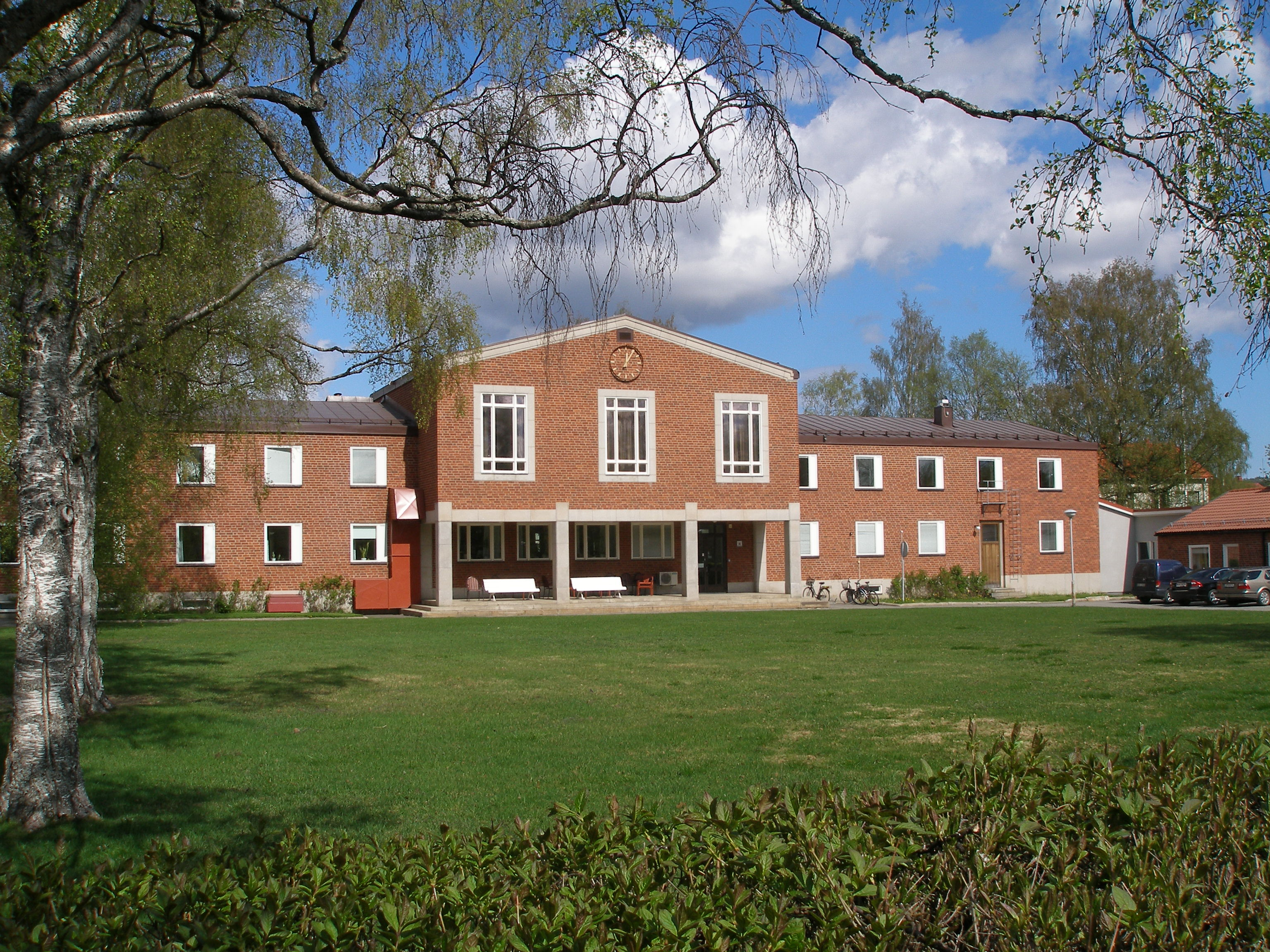
Nuvarande tingshuset i Skellefteå

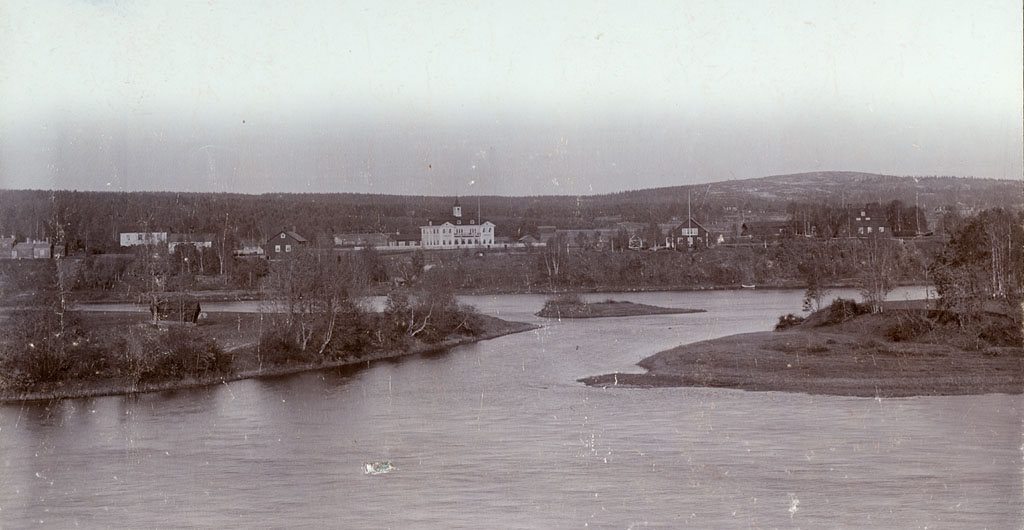
Gamla tingshuset på samma plats

Tinghuset i Skellefteå är hem för Skellefteå tingsrätt. Tingshuset ritades i tegel i tidstypiskt stilren arkitektur 1955 av Bengt Romare på platsen runt den gamla tingsrätten för Skellefteå tingslag. En tillbyggnad gjorde 1966 efter ritningar av Birger Dahlbergs arkitektkontor.

## Tingshus för landsrätt, Skellefteå tingslag
På Sunnanå, söder om älven fanns tidigare ett tingshus som var i bruk fram till 1898. Tingshuset finns inte längre kvar på platsen, är flyttat till N Grubbgatan. 1896 uppförde tingslaget ett nytt tingshus inne i Skellefteå. Tingshuset placerades på norra sidan av Skellefteälven i ett stort parkområde (senare känt som Nordanå). I huset fanns en våning för häradshövdingen, och på samma fastighet fanns dessutom en arrestlokal. Denna byggnad upplevdes som ålderdomlig och otillräcklig redan på 1930-talet då diskussionen om nybyggnad uppstod. 1938 utsågs en byggnadskommitté med uppgift att planera för ett nytt tingshus med det dröjde ända till 1955 innan kommittén antog ett förslag vilket omfattade tingshus med arrestlokal, en friliggande bostad för häradshövdingen och en friliggande byggnad med bostäder för vaktmästare och fiskal. Den 17 september 1957 hölls det första tinget i det nya tingshuset som invigdes formellt den 23 november 1957. Det gamla tingshuset revs året därpå när det nya huset byggts runt det gamla och alla delar av den nya byggnaden fungerade, precis som stadshuset i Skellefteå några år tidigare. 

## Tingshus för rådhusrätt
Staden Skellefteå tillhörde till en början Skellefteå tingslag, men från och med den 1 juli 1879 lades staden under rådhusrätt. Rådhusrätten fick sina lokaler i det nybyggda stadshuset som uppförts i början av 1860-talet. Vid mitten av 1900-talet räckte inte längre det gamla stadshuset till för stadens behov: lokalerna var dimensionerade för en stad med 300-400 invånare. I början av 1950-talet påbörjades därför ett nytt stadshus, och på hösten 1954 kunde bland annat rådhusrätten ta de nya lokalerna i bruk. Det gamla stadshuset revs 1955. 1965 förstatligades rådhusrätterna. Två år senare drogs rådhusrätten i Skellefteå in, och staden lades återigen under landsrätt. 
I judiciellt hänseende förenades staden med Skellefteå tingslag och Västerbottens norra domsaga från och med 1967. Domsagan ändrade samtidigt namn till Skellefteå domsaga.
Skellefteå domsaga omfattar Malå, Norsjö och Skellefteå kommuner och ingår i domkretsen för Hovrätten för Övre Norrland. Skellefteå tingsrätt var tidigare också inskrivningsmyndighet, för de fastigheter som finns i Västerbottens län och Norrbottens län.